# Esto no es una película
Esto no es una película (en persa: In film nist - این فیلم نیست) es una película documental iraní dirigida por Jafar Panahi y Mojtaba Mirtahmasb. La cinta retrata las vivencias del cineasta Jafar Panahi, quien se encontraba bajo arresto domicialiario durante la filmación. Fue estrenada el 28 de septiembre de 2011 en Francia, y distribuida por Kanibal Films Distribution.
La película fue llevada desde Irán hasta el Festival de cine de Cannes en un dispositivo de memoria USB escondido en una tarta de cumpleaños. Fue exhibida en el Festival de cine de Cannesde 2011y más tarde en el Festival de cine de Nueva York, entre otros. También participó en la competición Internacional del 27.ª Festival Internacional de Cine de Varsovia.

## Sinopsis
Panahi se encuentra en prisión domiciliaria, a la espera del resultado de su apelación sobre una sentencia que le impuso seis años de cárcel y una prohibición de veinte años para trabajar como cineasta, abandonar el país o dar entrevistas en los medios de comunicación debido a sus actos de "propaganda contra el régimen". Aburrido y abrumado porque el veredicto que puede significar su muerte artística,  empieza documentar su vida.  Empieza la filmación en su apartamento, entonces llama su amigo y colaborador, Mirtahmasb, quién llega en el apartamento y toma control de la cámara. Impedido de trabajar como cineasta y determinado a salvar al menos algo de su visión artística, Panahi lee algunas de las secuencias de la película  planeaba hacer. Al oír fuegos artificiales marcando el antiguo festival iraní Chaharshanbe Surí que precede el año nuevo persa, Nouruz, y otros ruidos sospechosos suenan a disparos de bala,  se asusta y detiene el proyecto.  Enciende la televisión para ver las noticias.  Vemos reportajes sobre el tsunami en Japón y más tarde  es anunciado que el dirigente supremo de Irán ha prohibido cualquier fuego artificial u hogueras utilizados para marcar elChaharshanbe Suri.
Después de que Mirtahmasb  se va, Panahi toma la cámara de su amigo y empieza charlar con el chico que recoge la basura en el bloque de apartamentos, dado que uno de sus parientes no fue capaz de venir aquel día, Panahi le pregunta sobre su vida y planes para el futuro. Esta conversación toma sitios en el escenario claustrofóbico de un ascensor, mientras el chico baja de piso a piso y de vez en cuando sale del ascensor para hacer su trabajo. La película termina mientras el chico saca la basura a la calle, mientras celebrantes echan gasolina a un fuego. Mientras Panahi observa y filma desde la rampa que dirige al garaje subterráneo de su edificio (el límite de donde se atreve a ir por su arresto domiciliario), el chico se dirige hacia el fuego para participar en la celebración.

## Recepción

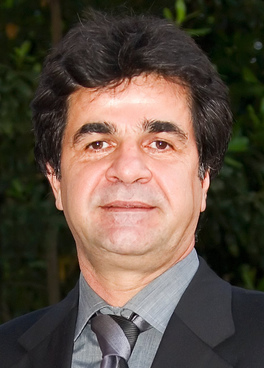
Jafar Panahi, director y protagonista del documental.

Sitio web de agregación de la críticas Rotten Tomatoesle otorgó una puntuación de 98% basado en reseñas de 88 críticos, con un índice medio de 8.9/10, y el consenso del sitio es: "A través de filmación y medio sencillos, Esto no es una película presenta una declaración política vital y un retrato de la vida en Irán cuando uno es enemigo del estado." Metacritic lo valoró con un 90/100 basado en 27 críticas.
La revista Sight & Soundlo listó como número ocho en su lista de mejores películas de 2012. Llamando aEsto no es una película una de las 10 mejores películas de 2012, el crítico Ann Hornaday del The Washington Post dijo que el film "usa una escenificación brechtiana, difundiendo las líneas entre documentales y drama, y un iPhone para explorar las fronteras físicas y políticas, los contornos estéticos y tecnológicos del cine, y el poder de soportar de autoexpresión."El crítico A. O. Scott de The New York Times valoró Esto no es una película como el cuarto mejor documental de 2012. Llamó a la película un "valiente y ocurrente diario en vídeo, un ensayo sobre la lucha entre tiranía política y la imaginación creativa." Peter Debruge de la Varietyllamó a la película "un acto brioso de protesta no violenta." Deborah Young de The Hollywood Reporter la llamó "un inusual documental" que encuentra una solución creativa a las prohibiciones que tenía Panahi. Jacques Mandelbaum de Le Monde escribió que la película muestra a la audiencia el valor y dignidad de Panahi. En diciembre de 2012, fue enlistada comouna de 15 películas elegibles como mejor largometraje documental en los 85.os Premios de la Academia.